# Ebb Rose
James Ebb Rose (Houston, Texas, 27 februari 1925 - 27 augustus 2007) was een Amerikaans autocoureur. Hij schreef zich tussen 1960 en 1967 zesmaal in voor de Indianapolis 500, waarbij de eerste editie ook deel uitmaakte van het Formule 1-kampioenschap. Zijn beste resultaat was veertiende in zowel 1962 als 1963.